# القيمة الافتراضية للموظف
القيمة الافتراضية للموظف تعد جزءا من العلامة التجارية لصاحب العمل حيث إنه إحدى الطرق التي تجذب بها الشركات المهارات والموظفين الذين ترغب فيهم وتحافظ على مشاركتهم. إنها الطريقة التي يقومون بها بتسويق شركتهم للمواهب المحتملة وكذلك كيفية الاحتفاظ بهم في سوق العمل التنافسي. والمقصود منه هو إيصال قيم وثقافة المنظمة وكذلك إبعاد التركيز عن الأجر باعتباره السبب الوحيد للعمل هناك. وتتمثل الفوائد عند القيام بها بشكل صحيح في وجود قوة عاملة أكثر التزاما وسعادة وإنتاجية بتكلفة أرخص وهي الأهداف الرئيسية لأي استراتيجية تتمحور حول الموظف. وقد يكون له أيضا فائدة جانبية تتمثل في تحسين تصور الشركة في أعين المستهلكين.

## الأوصاف
يعرف مينتشينغتون (2005) القيمة الافتراضية للموظف على أنها مجموعة من الجمعيات والعروض التي تقدمها المنظمة مقابل المهارات والقدرات والخبرات التي يجلبها الموظف إلى المنظمة. إن القيمة الافتراضية للموظف هو نهج يركز على الموظف ويتماشى مع استراتيجيات تخطيط القوى العاملة الحالية والمتكاملة لأنه تم إعلامه من قبل الموظفين الحاليين والجمهور المستهدف الخارجي. يجب أن يكون نائب الرئيس التنفيذي فريدا وملائما ومقنعا إذا كان يريد أن يكون بمثابة المحرك الرئيسي لجذب المواهب والمشاركة والاحتفاظ بها.
عرف ديفانا (2002) القيمة الافتراضية للموظف على أنه الموهبة التي تحتاج الشركة إلى وجودها لدعم عرض قيمة الشركة. قام ديفانا (2003) لاحقا بتحسين تعريف القيمة الافتراضية للموظف باعتباره مجموعة من المهارات والخبرات التي يمكن اعتبارها أصولا ودمجها في الميزانية العمومية للشركة. يقدم ديفانا وروجرز (2005) مزيدا من الوضوح بشأن القيمة الافتراضية للموظف حيث أن قيمة الموظف تتمحور حول فرضية بسيطة مفادها أن الفرد يجب أن يكون مدركا لمساهمته في الشركة في ظل مجموعة ظروف العمل الحالية. والأهم من ذلك للحفاظ على قدرة الشركة التنافسية يجب على الموظفين أيضا أن يكونوا على دراية بالتوجهات المستقبلية للشركة والاستعداد لإضافة قيمة بطرق جديدة في ظل مجموعة متنوعة من ظروف العمل الناشئة.
لقد أصبح مرتبطا ارتباطا وثيقا بمفهوم العلامة التجارية لصاحب العمل من حيث مصطلح القيمة الافتراضية للموظف المستخدم لتحديد "العرض" الأساسي الذي تعتمد عليه أنشطة تسويق وإدارة العلامة التجارية لصاحب العمل في المؤسسة. في هذا السياق غالبا ما يشار إلى القيمة الافتراضية للموظف باسم "مقترح العلامة التجارية لصاحب العمل".
يعزز تانديهيل (2006) هذا الارتباط بالعلامة التجارية لصاحب العمل ويحث جميع المنظمات على تطوير بيان يوضح سبب تفوق تجربة العمل الإجمالية في مؤسستهم على تلك الموجودة في المنظمات الأخرى. يجب أن يحدد عرض القيمة سياسات الأفراد والعمليات والبرامج الفريدة التي توضح التزام المنظمة مثل نمو الموظفين وتطوير الإدارة والاعتراف المستمر بالموظفين وخدمة المجتمع وما إلى ذلك. ويتضمن عرض القيمة الأسباب الرئيسية التي تجعل الأشخاص يختارون إلزام أنفسهم لمنظمة. يجب أن يتم التواصل مع القيمة الافتراضية للموظف بشكل نشط في جميع جهود التوظيف وفي الرسائل التي تعرض التوظيف يجب على القيمة الافتراضية للموظف أن يأخذ التركيز بعيدا عن التعويض باعتباره "العرض" الأساسي.
إن الرضا الوظيفي الشخصي مدفوع بما هو أكثر بكثير من العوامل المالية مثل الراتب والمزايا. وهكذا تم وصف القيمة الافتراضية للموظف للمنظمة بأنه "مهم لجذب الأشخاص ذوي الجودة والاحتفاظ بهم وإشراكهم". العوامل الرئيسية الأخرى التي تؤثر على كيفية اختيار الفرد لتحقيق التوازن بين مساره المهني في المنظمة هي خدمات النقل والراتب والامتيازات والتطوير الوظيفي والموقع وما إلى ذلك.
تستفيد المنظمة من القيمة الافتراضية للموظف الجيد لأنه يجذب المواهب الأساسية ويحتفظ بها ويساعد على تحديد أولويات أجندة الموارد البشرية ويخلق علامة تجارية قوية للأشخاص ويساعد على إعادة إشراك القوى العاملة المحبطة ويقلل من أقساط التوظيف.
فقط إذا كان القيمة الافتراضية للموظف للمؤسسة يتوافق مع ما يقدره شخص ما في عمله يكون هناك وضع مربح للجانبين. يمكن لصاحب العمل بعد ذلك الاعتماد على عامل متحمس وملتزم. وسيختبر العامل وظيفته على أنها ذات معنى ومرضية.